# Планолас
Планолас (Catalan pronunciation: [pləˈnɔləs]) — село в Іспанії, у складі автономної спільноти Каталонія, у провінції Жирона. Муніципалітет займає територію 18,7 км2, а населення в 2014 році становило 300 